# Любовь и прочие неприятности
«Любовь и прочие неприятности» (англ. Failure to Launch) — американская романтическая комедия 2006 года с Сарой Джессикой Паркер и Мэттью Макконахи в главных ролях.

## Сюжет
Несмотря на свои 30 с лишним лет, Трипп никак не решается покинуть отчий дом и обзавестись собственным семейным гнёздышком. На это у него всякий раз находятся веские, по его мнению, причины. Но однажды родители Триппа сами взялись за устройство его судьбы. Они наняли Полу, которая поможет Триппу обрести уверенность в себе и перейти к отношениям длительного характера. Познакомившись с клиентом лично, Пола убеждается, что Трипп не слишком нуждается в её услугах: он привлекателен, вовсе не робок с женщинами, имеет хорошую работу. Очередной мимолетный роман Трипп предпочитает прерывать, пригласив девушку домой, где она внезапно обнаруживает родителей парня и спешно разрывает связь.
Однако с Полой такой метод не работает. Вскоре их отношения из профессиональных становятся личными, и они чувствуют, как их влечёт друг к другу. Пола узнаёт, что причиной продолжения пребывания Триппа в родительском доме в солидном возрасте является внезапная смерть его невесты в прошлом, после чего папа и мама остались его единственными по настоящему близкими людьми. Из-за недоразумения с друзьями Триппа, влюблённые ссорятся. Тогда родителям и друзьям приходится разработать целый план для восстановления испорченных отношений. Всё заканчивается счастливо.

## В ролях
| Актёр                | Роль            |
| -------------------- | --------------- |
| Мэттью Макконахи     | Трипп           |
| Сара Джессика Паркер | Пола            |
| Зоуи Дешанель        | Кит             |
| Джастин Барта        | Эйс             |
| Кэти Бэйтс           | Сью             |
| Роб Кордри           | продавец оружия |
| Терри Брэдшоу        | Эл              |
| Брэдли Купер         | Демо            |
| Кэтрин Уинник        | Мелисса         |

## Интересные факты
- Первоначально планировалось, что роль Эла исполнит Роберт Дюваль, но в итоге она была отдана Терри Брэдшоу.
- Брук Шилдс, Тори Спеллинг и Риз Уизерспун были кандидатками на главную женскую роль.
- За этот фильм Сара Джессика Паркер получила гонорар в размере $1 миллиона.
- Исполнители главных ролей Мэттью Макконахи и Сара Джессика Паркер ранее работали в сериале «Секс в большом городе» — героиню Сары Джессики Паркер зовут Керри Брэдшоу, созвучно с исполнителем роли Эла в фильме Терри Брэдшоу.
- Герой Мэттью МакКонахи приглашает героиню Сары Джессики Паркер на бейсбольный матч низшей лиги. Это домашний матч команды New Orleans Zephyrs.

## Премии и номинации
- 2006 год — номинация на премию Teen Choice Awards, категория «Актриса в художественном телефильме/комедии» (Сара Джессика Паркер)
- 2007 год — номинация на премию Kids' Choice Awards, категория «Лучшая женская кинозвезда» (Сара Джессика Паркер)
- 2007 год — номинация на премию People's Choice Awards, категория «Лучшая телевизионная комедия»